# Ocna Sibiului
Ocna Sibiului (en alemany: Salzburg; en hongarès: Vízakna) és una ciutat al centre del comtat de Sibiu, al sud de Transsilvània, al centre de Romania. Es troba a 10 km al nord-oest de la capital del comtat, Sibiu. La ciutat administra un sol poble, Topârcea (Tschapertsch; Toporcsa).
Segons el cens del 2011, el 89,4% dels habitants eren romanesos i el 9,7% hongaresos.

## Galeria d'imatges

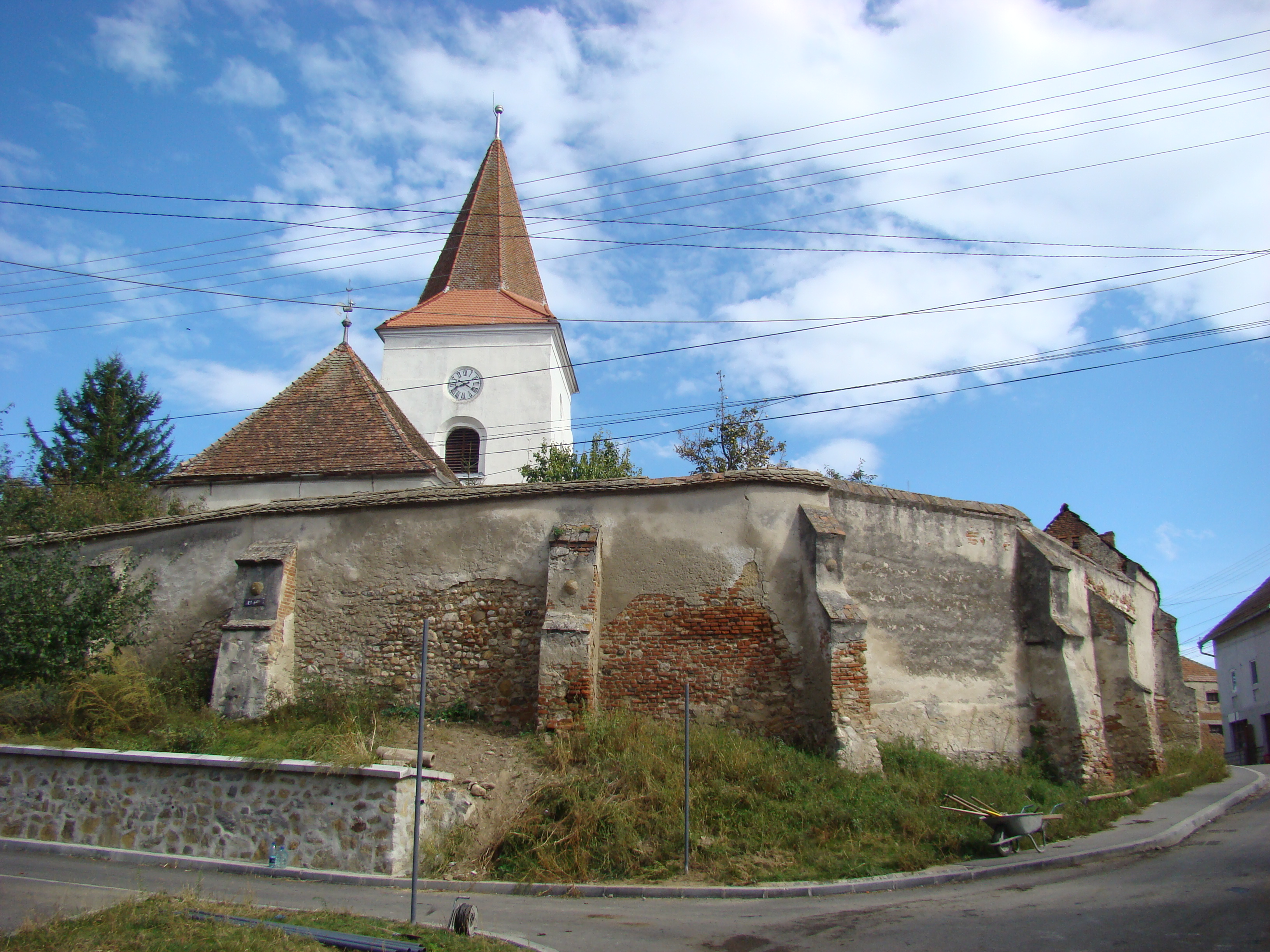
L'església fortificada